# Rafael Cavanillas Prosper
Rafael Cavanillas Prosper   (Palau del Marqués de Dos Aigües, 13 de juliol de 1899 - Madrid, 20 de desembre de 1998) va ser un militar espanyol. Combatent «nacional» en la Guerra civil espanyola, durant la Dictadura franquista exerciria diversos càrrecs arribant a ser cap d'Estat Major Central de l'Exèrcit de Terra.

## Biografia
Militar professional, pertanyia a l'arma d'infanteria i estava especialitzat en Estat Major.
Va prendre part en la Guerra civil, lluitant al costat de les forces del Bàndol revoltat. Arribaria a ser cap d'Estat Major de la 4a. Divisió de Navarra, prenent part en les batalles de Terol, Aragó, Llevant o l'Ebre.
Durant la Dictadura franquista va continuar la seva carrera en l'Exèrcit, on exerciria càrrecs importants. Va ser un estret col·laborador del director general d'Ensenyament militar, el general Camilo Alonso Vega, aconseguint organitzar l'estructura de la Escola d'Estat Major. Posteriorment va exercir el càrrec de cap d'Estat Major del Cos d'Exèrcit n. 1 —corresponent a la I Regió Militar— i comandant de la 72a Divisió. També va manar la XI Divisió experimental pentòmica, creada en 1959 seguint el model de les divisions pentòmiques organitzades per l'Exèrcit dels Estats Units.
Després d'exercir uns mesos com a Capità general de les Illes Balears, en 1963 va ser nomenat Cap d'Estat Major Central de l'Exèrcit de Terra, en substitució del general Ramón Gotarredona. Des del seu càrrec com a cap de l'Estat Major recolzaria al general Juan Domingo Perón en el seu fallit intent de tornar a Argentina en 1964. Cavanillas es va mantenir en aquest càrrec fins a 1965.
També va ser president del Consell Suprem de Justícia Militar, així com procurador a les Corts franquistes. Va arribar a aconseguir el rang de tinent general.

## Vida privada
Fos de l'àmbit militar també es va dedicar al món dels negocis. Va formar part del consell d'administració de Sofico, empresa de la qual seria vicepresident. Implicat en la fallida de Sofico (al juny de 1975), va haver de comparèixer en els tribunals, si bé Cavanillas no seria processat per la justícia espanyola.
Estava casat amb Dolores Cisneros Asensio. Tenia dues filles: María Victoria y María Paloma Cabanillas de Ysasi.